# Kiripaka
Kiripaka est une localité de la région du Northland, située dans l’Île du Nord de la Nouvelle-Zélande.

## Situation
La ville de Glenbervie s’étale au sud-ouest et celle de Ngunguru est au nord-est.

## Toponymie
Kiripaka signifie silex, schiste ou amiante en langue māorie.

## Démographie
La zone statistique de Kiripaka, qui fait 72 kilomètres carrés est plus étendue que la localité, qui avait une population de 993 habitants lors du recensement de 2018 en Nouvelle-Zélande, en augmentation de 105 personnes (soit 11,8 %) depuis le recensement de 2013 en Nouvelle-Zélande, et une augmentation de 276 personnes (soit 38,5 %) depuis le  recensement de 2006 en Nouvelle-Zélande.
Il y avait 333 logements.
On comptait 498 hommes et 495 femmes donnant ainsi un sexe-ratio de 1,01 homme  pour une femme.
Parmi la population totale, 228 personnes (soit 23,0 %) étaient âgées de moins de 15 ans, 114 personnes (soit 11,5 %) étaient âgées de 15 à 29 ans, 513 personnes (soit 51,7 %) étaient âgées de 30 à 64 ans, et 141 personnes (soit 14,2 %) étaient âgées de 65 ans ou plus.
Les figures peuvent ne pas atteindre le total de 100 % du fait de l’arrondissement des chiffres .
L’ethnicité était pour 85,2 % d’européens/Pākehā, de 22,7 % de Māori, de 3,3 % de peuples du Pacifique, de 2,1 % d’Asiatiques et 0,9 % d’autres ethnicités.
Les personnes pouvant s’identifier de plus d’une ethnicité en fonction de l’origine des parents.
Le pourcentage de personnes nées outre-mer était de 13,0 %, comparé aux 27,1 % au niveau national.
Bien que certaines personnes objectent à donner leur religion, 58,0 % n’ont aucune religion, 29,9 % étaient chrétiens et 4,2 % avaient une autre religion.
Parmi ceux d’au moins 15 ans d’âge, 168 personnes (22,0 %) avait un niveau de licence ou un degré supérieur , et 114 personnes (14,9 %) n’avaient aucune qualification formelle.
Les revenus médians étaient de 35 400 $.
Le statut d’emploi de ceux de plus de 15 ans était pour 411 personnes (53,7 %) employés à plein temps , pour 132 personnes (17,3 %) employés à temps partiel et 36 personnes (4,7 %) étaient sans emploi .

## Les mines
Une mine de charbon fut ouverte au niveau de Kiripaka en 1893  et produisit du charbon à chaudière de première catégorie pour les machines à vapeur.
Une seconde mine fut ouverte de l’autre coté de la rivière en 1899.
Une des mines ferma à la fin de l’année 1904, car elle n’était plus rentable.
La mine restante ferma en 1912 en réponse à la position des mineurs ayant pris un jour de congé pour apporter leur support à la grève des mineurs de Waihi (en).
La mine rouvrit à la fin de l’année 1914  bien que l’extraction du charbon ne recommença pas avant le mois d’août 1915.
Après un conflit industriel et l’inondation de celle-ci, la mine ferma définitivement en juin 1921 bien que des argiles réfractaires à feu (en) furent extraites à partir de 1923 et qu’il y eut quelques autres tentatives d’extraction de charbon de la mine à la fin de la décade.